# Swan Valley
Swan Valley is een plaats (city) in de Amerikaanse staat Idaho, en valt bestuurlijk gezien onder Bonneville County.

## Demografie
Bij de volkstelling in 2000 werd het aantal inwoners vastgesteld op 213.
In 2006 is het aantal inwoners door het United States Census Bureau geschat op 235, een stijging van 22 (10.3%).

## Geografie
Volgens het United States Census Bureau beslaat de plaats een oppervlakte van
26,7 km², waarvan 26,6 km² land en 0,1 km² water. Swan Valley ligt op ongeveer 1623 m boven zeeniveau.

## Plaatsen in de nabije omgeving
De onderstaande figuur toont nabijgelegen plaatsen in een straal van 40 km rond Swan Valley.